# Баранський Микола Миколайович
Мико́ла Микола́йович Бара́нський (*15 (27) липня 1881, Томськ — †29 листопада 1963, Москва) — радянський економіко-географ, організатор науки, творець радянської районної школи як напрямку економічної географії, заслужений діяч РРФСР (1943), член-кореспондент АН СРСР (1952).

## Коротка біографія
Микола Баранський народився в Томську у сім'ї вчителя. У 1898 році став членом РСДРП. 1899-го закінчив гімназію і вступив на юридичний факультет Томського імператорського університету (нині Томський державний університет). Під час навчання продовжував займатись громадською діяльністю, за участь у студентській демонстрації 1901-го року його було відраховано з університету. Згодом написав першу географічну роботу, яка стосувалась майнового розшарування переселенців в одному з сіл Барнаульського повіту (опублікована у 1907 р.).
Продовжує займатись революційною діяльністю, зазнає неодноразових арештів, врешті виходить з партії і поселяється в Уфі. У 1910-14 роках навчається на економічному відділенні Московського комерційного інституту (нині РЕА ім. Плеханова), після закінчення якого працював у головному комітеті земського та міського союзів. 1919—1920 рр. — працює у вищій раді народного господарства.
Під керівництвом Миколи Баранського сформувався районний напрямок в економічній географії та було створено наукову галузь географії міст. Баранський є автором декількох підручників з економічної географії СРСР для середньої школи, праць з соціально-економічної географії та економічної картографії.
Похований Микола Баранський на Новодівочому кладовищі у Москві. В Томську на будинку, де він жив, встановлено меморіальну дошку. На його честь названо вулкан на острові Ітуруп, вулицю в Алмати.

## Викладацька та наукова діяльність
У 1920—1921 викладав у Сибірській вищій партійній школі, 1921-го переїхав до Москви, де викладав у таких навчальних закладах:
- 1921—1929 — Вища партійна школа;
- 1927—1930 — Другий Московський університет (нині Московський державний педагогічний університет), професор на кафедрі економічної географії, створеній С. В. Бернштейн-Коганом;[4][5]
- 1929 — організував кафедру економічної географії СРСР на географічному факультеті Московського державного університету, був її завідувачем у 1929—1941 і 1943—1946 рр.;
- 1933—1938 — професор в Інституті світового господарства та світової політики, зав. кафедри економічної географії;
- 1936—1940 — професор у другому Московському державному університеті.

У 1939 обраний член-кореспондентом АН СРСР, у 1946 висунутий на обрання академіком, однак зняв свою кандидатуру на користь Л. С. Берга..
Під керівництвом Баранського радянська районна школа стала спершу домінуючим, а під кінець 1930-х фактично єдиним «дозволеним напрямком» у радянській економічній географії. Баранський є автором декількох підручників з економічної географії СРСР для середньої школи, праць із соціально-економічної географії та економічної картографії.

## Основні праці
- Экономическая география СССР: обзор по областям Госплана. М.; Л.: Гиз, 1926
- Краткий курс экономической географии. М.; Л.: Гиз, 1928.
- География СССР: Учебник для средней школы. М.: Учпедгиз, 1933.
- Экономическая география США.: Ч. 1: Общий обзор. — М.: Институт международных. отношений, 1946.
- Исторический обзор учебников географии (1876—1934). — М.: Географгиз, 1954.
- Экономическая география в средней школе. Экономическая география в высшей школе: Сб. статей. — М.: Географгиз, 1957.
- Экономическая география. Экономическая картография. — М.: Географгиз, 1960.
- Методика преподавания экономической географии. М.:Учпедгиз, 1960.